# Dienstreise
Dienstreise (oder Geschäftsreise; englisch business trip, französisch voyage d’affaires) ist eine durch den Beruf bedingte Reise, die vorübergehend außerhalb der regelmäßigen Arbeitsstätte und auch außerhalb der Wohnung stattfindet.

## Allgemeines
Arbeitskräfte (Arbeiter, Angestellte, Beamte, Beschäftigte, Soldaten, Richter) können häufig ihre Arbeitsleistung nicht ausschließlich am Arbeitsplatz ihrer Arbeitsstätte erbringen, sondern müssen manchmal den Arbeitsort verlassen, um ihre Arbeitspflicht wahrnehmen zu können. Auch der Auslandseinsatz einer Einsatzorganisation (Streitkräfte, aber auch der zivilen Kräfte, wie der Polizei oder Einheiten des Katastrophenschutzes und Rettungsdienstes) außerhalb des eigenen Staates sowie der Lokaltermin der Richter ist eine Dienstreise. Dienst- oder Geschäftsreisen sind damit die Abwesenheit vom Arbeitsplatz aus betrieblichen, beruflichen oder dienstlichen Gründen.
Während im öffentlichen Dienst von Dienstreise gesprochen wird, heißt sie in der Privatwirtschaft Geschäftsreise. Bei beiden stellen sich Rechtsfragen hinsichtlich Arbeitszeit, Arbeitsunfall oder Wegeunfall.

## Öffentlicher Dienst
Im öffentlichen Dienst in Deutschland gibt es umfangreiche Regelungen zur Dienstreise. Die Dienstreise ist gemäß § 81 Abs. 1 BBG eine dienstlich veranlasste Reise. Das bedeutet, dass ein Dienstvorgesetzter die Dienstreise vor ihrem Beginn anzuordnen oder zu genehmigen hat. Gemäß § 11 Abs. 1 AZV ist bei Dienstreisen die Zeit zur Erledigung von Dienstgeschäften außerhalb der Dienststätte Arbeitszeit. Bei ganz- oder mehrtägigen Dienstreisen gilt die regelmäßige Arbeitszeit des jeweiligen Tages als geleistet. Reisezeiten werden als Arbeitszeit berücksichtigt, soweit sie innerhalb der regelmäßigen täglichen Arbeitszeit anfallen oder die Arbeitszeit innerhalb eines Tages durch Dienstreisen unterbrochen wird. Dienstreisen sind bei Arbeitsunfall oder Wegeunfall versichert, wenn ihr Inhalt und ihre Bedeutung wesentlich – nicht überwiegend – versicherten Zwecken dient.
Dienstreisen dürfen nur angeordnet oder genehmigt werden, wenn das Dienstgeschäft nicht auf andere kostengünstigere Weise (z. B. Dienstgespräch, Telefonkonferenz, Videokonferenz) erledigt werden kann; es gelten die Grundsätze der Sparsamkeit, Wirtschaftlichkeit und Fürsorge. Die Zahl der Teilnehmenden und die Dauer der Dienstreise sind auf das notwendige Maß zu beschränken (Ziffer 2.1.9 Allgemeine Verwaltungsvorschrift zum Bundesreisekostengesetz (BRKGVwV)). Die Dienstreise gilt als an der Dienststätte angetreten oder beendet, wenn sie innerhalb der Regelarbeitszeit dort hätte angetreten oder beendet werden können und dies vom Reiseablauf vertretbar gewesen wäre; das gilt jedoch nicht, wenn Beginn oder Ende der Dienstreise an der Wohnung wirtschaftlicher ist (Ziffer 2.2.2 BRKGVwV). Reisekostenvergütung wird nur insoweit gewährt, als die Aufwendungen Dienstreisender und die Dauer der Dienstreise zur Erledigung des Dienstgeschäfts notwendig waren (Ziffer 3.1.1 BRKGVwV).
Keine Dienstreise ist im öffentlichen Dienst die Abordnung zu einer anderen Dienststelle desselben oder eines anderen Dienstherrn, wobei das Dienstverhältnis zur bisherigen Dienststelle und die Planstelle aufrechterhalten bleibt. Erst recht ist die Versetzung keine Dienstreise, da sie die Zuweisung einer auf Dauer bestimmten Beschäftigung bei einer anderen Dienststelle oder einem anderen Betrieb desselben Arbeitgebers unter Fortsetzung des bestehenden Arbeitsverhältnisses darstellt.

## Privatwirtschaft
Geschäftsreisen orientieren sich in der Privatwirtschaft an den detaillierten Normen über Dienstreisen im öffentlichen Dienst. Entsprechende betriebliche Regelungen finden sich meist in Arbeitsanweisungen oder Dienstanweisungen. Hierin gibt es meist konkrete Regelungen darüber, welche Hierarchiestufe in einem Unternehmen (Vorstand, Geschäftsbereichsleiter usw.) welche Kategorie (Wagenklasse in der Eisenbahn, Beförderungsklasse im Flugzeug) benutzen darf.
Typische Geschäftsreisen bei Unternehmen sind beispielsweise auswärtige Kunden- oder Lieferantenbesuche, Besprechungen, Forschungsreisen, Verhandlungen, Besuche von Messen und Ausstellungen im Interesse des Arbeitgebers, Teilnahme an fachlichen Tagungen, Seminaren oder zur beruflichen Weiterbildung oder Montagen.
Bestimmten Mitarbeitern stellen Arbeitgeber für Dienstreisen Firmenwagen zur Verfügung, die mitunter auch zu privaten Anlässen genutzt werden dürfen. Eine Alternative ist die Gewährung eines Mobilitätsbudgets, das verkehrsmittelübergreifend eingesetzt werden kann. Wenn der Dienstreisende dies nicht selbst übernimmt, werden unternehmensinterne Stellen (z. B. Sekretariate/Verwaltung), teilweise aber auch externe Dienstleister (z. B. Travel-Manager) mit der Vor- und Nachbereitung der Reise betraut.
Auch steuerrechtlich muss die Dienstreise eine vorübergehende Auswärtstätigkeit sein, sofern der Arbeitnehmer voraussichtlich an die regelmäßige Arbeitsstätte zurückkehren und dort seine berufliche Tätigkeit fortsetzen wird. Vorübergehend ist auch eine mehr als dreimonatige Auswärtstätigkeit, jedoch gelten nur die ersten drei Monate steuerlich als Dienstreise.
Unternehmerpflichten
Der Unternehmer ist verpflichtet, Beschäftigte, die Dienstreisen tätigen, diesbezüglich zu unterweisen. Diese Pflicht ergibt sich aus § 3 ArbSchG und der autonomen Vorschrift DGUV A1 (Berufsgenossenschaftliche Vorschrift für Sicherheit und Gesundheit bei der Arbeit). Die Unterweisung muss Sicherheitsregeln beinhalten, welche durch den Beschäftigten vor Antritt der Fahrt, während der Fahrt und nach Abschluss der Fahrt zu beachten sind (siehe Reisesicherheit). Bei besonderen Risiken, z. B. dem Transport von Ladungen im Personenkraftwagen (Pkw) oder im Kleintransporter (Ersatzteile, Materialien etc.) ist der Beschäftigte in diesen besonderen Themen zusätzlich zu unterweisen. Die Erfüllung der Pflicht kann durch Unterweisungen „Sicherheit bei Dienstreisen“, „Ladungssicherung im Pkw und Kleintransporter“ erfolgen. Die Unterweisung muss schriftlich dokumentiert werden und darf je Beschäftigtem nicht länger als zwölf Monate zurückliegen. Zudem müssen alle Dienstfahrzeuge jährlich einer UVV-Prüfung gemäß der BGV D29 unterzogen werden. Die Prüfzeugnisse müssen schriftlich vorliegen. Dies kann in den Werkstätten im Rahmen des Kundendienstes erfolgen, sofern der schriftliche Nachweis vorliegt. Über eine Gefährdungsbeurteilung ist zudem festzulegen, ob die G25-Untersuchung (Zur Beurteilung des Sehvermögens von Fahr-, Steuer- und Überwachungspersonal) für die Beschäftigten notwendig ist.

## Reisekosten
Das Bundesreisekostengesetz (BRKG) definiert Dienstreisen als „Reisen zur Erledigung von Dienstgeschäften außerhalb der Dienststätte“ (§ 2 Abs. 1 BRKG). Die frühere Unterscheidung des BRKG zwischen Dienstreise und Dienstgang ist im September 2005 entfallen. Gemäß § 2 Abs. 1 Satz 2 BRKG können Dienstreisen am Dienst- oder Wohnort auch mündlich angeordnet oder genehmigt werden.
Das Bundesreisekostengesetz findet nur für Bundesbehörden und Mitarbeiter anderer Behörden nach Bundesrecht Anwendung. Einrichtungen der Länder unterliegen den Landesreisekostengesetzen (LRKG) des jeweiligen Landes. Die enthaltenen Regelungen variieren sehr stark und sind komplett anders als die Regelungen für die Privatwirtschaft.
Das Einkommensteuergesetz regelt die steuerlich zulässigen Tagessätze von Geschäftsreisen in der Privatwirtschaft.
Dienstreisen verursachen Reisekosten wie beispielsweise Transportkosten (Fahrtkosten für Transportmittel wie Kraftfahrzeug, Eisenbahn, Flugzeug oder Schiff), Übernachtungskosten, Verpflegungsmehraufwand und Reisenebenkosten, wenn diese durch eine so gut wie ausschließlich beruflich veranlasste Auswärtstätigkeit des Arbeitnehmers entstehen. Bei Arbeitnehmern werden die Reisekosten im Regelfall durch den Arbeitgeber erstattet, bei dem sie Betriebsausgaben darstellen. Sind die Reisekosten durch den Arbeitnehmer teilweise oder ganz zu tragen, stellen sie Werbungskosten dar. Bei Selbständigen gehören die Reisekosten zu den Betriebsausgaben. Auch die vom Dienstherrn oder Arbeitgeber gezahlten und verbrauchten Vorschüsse etwa für Spesen sind Reisekosten.
Die Erstattung der Reisekosten von Freiberuflern nach einer gesetzlichen Gebührenordnung in Deutschland wird unter Reisekosten (Auslagen) behandelt. Für Beamte, Richter, Soldaten und Arbeitnehmer des öffentlichen Dienstes (in Deutschland) sind die Reisekosten durch das Bundesreisekostengesetz bzw. die Reisekostengesetze der einzelnen Bundesländer geregelt.
Sind die voraussichtlichen Auslagen relativ hoch, kann der Arbeitnehmer einen Vorschuss zu den Reisekosten verlangen.

## Statistik
Die Dienstreise ist ein Fahrtzweck, der von der Arbeitsstätte oder Wohnung ausgeht. Fahrtziel ist meist ein anderes Unternehmen, eine andere Behörde oder eine andere als die eigene Wohnung (Absatzhelfer im Außendienst; Haustürgeschäft). Der Geschäfts- und Dienstreiseverkehr ist ein wichtiger Bestandteil des Individualverkehrs und weist den dritthöchsten Anteil am Personenverkehrsaufwand (gemessen in Personenkilometern) auf:
| Personenverkehrsaufwand nach Fahrzweck (in Milliarden Personenkilometern) | 2003   | 2017   |
| ------------------------------------------------------------------------- | ------ | ------ |
| Urlaubs- und Freizeitverkehr                                              | 43,6 % | 38,9 % |
| Berufs- und Ausbildungsverkehr                                            | 20,4 % | 20,5 % |
| Einkaufsverkehr                                                           | 17,2 % | 15,8 % |
| Geschäfts- und Dienstreiseverkehr                                         | 12,5 % | 20,2 % |
| Begleitfahrten                                                            | 05,2 % | 04,6 % |

Während der Urlaubs- und Freizeitverkehr zwischen 2003 und 2017 deutlich abgenommen hat, nahm der Geschäfts- und Dienstreisen korrespondierend signifikant zu.

## International
Eine Dienstreise bzw. Montage liegt in Österreich vor, wenn der Arbeitnehmer im Auftrag des Arbeitgebers die Betriebsstätte oder seinen Wohnsitz verlässt; sie beginnt mit diesem Zeitpunkt und endet, wenn er im Auftrag des Arbeitgebers dorthin zurückkehrt. Für den zusätzlichen Aufwand, der sich bei einer Dienstreise ergibt, erhält der Arbeitnehmer eine Reiseaufwandsentschädigung. Diese besteht aus einem Taggeld und einem Nächtigungsgeld.
In der Schweiz wird die Arbeitszeit in Art. 13 Abs. 1 Verordnung 1 zum Arbeitsgesetz (ArGV 1) geregelt. Demnach gilt als Arbeitszeit diejenige Zeit, während der sich der Arbeitnehmer zur Verfügung des Arbeitgebers zu halten hat. Es sind bei der Bemessung der Arbeitszeit weitere allenfalls anwendbare arbeitsgesetzliche Bestimmungen zu berücksichtigen. „Ist die Arbeit außerhalb des Arbeitsortes zu leisten, an dem der Arbeitnehmer normalerweise seine Arbeit verrichtet, und fällt dadurch die Wegzeit länger als üblich aus, stellt die zeitliche Differenz zur normalen Wegzeit Arbeitszeit dar“ (Art. 13 Abs. 2 ArGV1).
Die weltweit meisten Geschäftsreisen unternahmen 2017 mit 346,5 Milliarden US-Dollar die Chinesen, gefolgt von den Vereinigten Staaten (292,3), Deutschland (72,1), Japan (63,8), vom Vereinigten Königreich (50,0) oder Frankreich (40,1), verhältnismäßig wenig reisten die Russen (19,2). Der größte Teil der Geschäftsreisen deutscher Unternehmen entfiel 2017 mit 58,5 % auf Tagesreisen, 28,5 % dauerten zwei bis drei Tage, lediglich 13 % waren vier Tage oder länger.